# Fængslende feriedage
Fængslende feriedage er en dansk komediefilm fra 1978 instrueret og skrevet af Finn Henriksen efter idé af Poul-Henrik Trampe.
Dele af filmen blev optaget i Maribo gamle Rådhus.

## Medvirkende
- Jørgen Ryg
- Lisbet Dahl
- Birgitte Federspiel
- Dirch Passer
- Preben Kaas
- Arthur Jensen
- Ole Ernst
- Bjørn Puggaard-Müller
- Gyrd Løfqvist
- Torben Jensen
- Ulf Pilgaard
- Poul Thomsen
- Jan Hertz
- Søren Strømberg
- Birger Jensen
- Henning Jensen
- Valsø Holm
- Claus Nissen
- Erik Holmey
- Holger Vistisen
- Gotha Andersen
- Bendt Reiner
- Susanne Jagd
- Lone Helmer
- Lise-Lotte Norup

## Trivia
- Dette blev både Dirch Passers og Jørgen Rygs sidste medvirken i en spillefilm.